# Chodz'
Chodz' (in lingua russa Ходзь) è un centro abitato dell'Adighezia, situato nel Košechabl'skij rajon.  Si trova sulla riva sinistra del fiume Chodz', da cui ha preso il nome.
La popolazione era di 2.750 abitanti al dicembre 2018. Ci sono 50 strade.